# Andrei Gag
Andrei Gag (Rumania, 27 de abril de 1991) es un atleta rumano especializado en la prueba de lanzamiento de peso, en la que consiguió ser subcampeón mundial en pista cubierta en 2016.

## Carrera deportiva
En el Campeonato Mundial de Atletismo en Pista Cubierta de 2016 ganó la medalla de plata en el lanzamiento de peso, llegando hasta los 20.89 metros, tras el neozelandés Tomas Walsh que con 21.78 batió el récord de Oceanía, y por delante del croata Filip Mihaljević (bronce con 20.87 metros que fue su mejor marca personal).